# Convento dei Cappuccini (Villarosa)
Il convento dei Cappuccini è un edificio religioso, ormai ridotto a rudere, situato a Villarosa, in provincia di Enna.

## Storia
La presenza dei Cappuccini nel piccolo centro di Villarosa risale al 1814, quando i frati del vicino convento di Enna (allora Castrogiovanni) vi fondarono un ospizio, chiuso nel 1866, a motivo della soppressione degli ordini religiosi.
Il cappuccino padre Felice Pirello da Villarosa, espletati i mandati di Ministro Provinciale prima e consigliere generare dell'Ordine successivamente, ritiratosi presso il convento di Calascibetta, si attivò per ricostituire una presenza conventuale nel suo paese natale.
Con atto del 22 Giugno 1886 i frati comprarono un terreno, per 765 lire, in contrada Acquanova.
I lavori di costruzione dell'intero complesso, avviati dopo l'acquisto del fondo, furono ultimati nel 1888 e il 22 gennaio 1889 il convento venne canonicamente eretto e la chiesa dedicata alla Madonna delle Grazie.
Tra il 1956 e il 1970 la struttura venne adibita ad orfanotrofio, per essere definitivamente chiusa nel 1978, a causa del calo delle vocazioni.
Oggi il convento è in stato di abbandono, mentre la chiesa è ancora saltuariamente officiata, affidata alle cure del locale Ordine Francescano Secolare. 